# Latosterol oxidasa
La latosterol oxidasa (EC 1.14.21.6) es una enzima que cataliza la siguiente reacción química:
Por lo tanto los sustratos de esta enzima son el 5α-colest-7-en-3β-ol (latosterol), NADPH, un ion hidrógeno y oxígeno molecular; mientras que sus productos son colesta-5,7-dien-3β-ol (7-dehidrocolesterol), NADP+
 y agua.

## Clasificación
Esta enzima pertenece a la familia de las oxidorreductasas, más específicamente a aquellas oxidorreductasas que actúan sobre un par de donantes de electrones con la incorporación o reducción de oxígeno y con la utilización de NADH o NADPH como uno de los donantes, mientras que se deshidrogena al otro donante.

## Nomenclatura
El nombre sistemático de esta clase de enzimas es 5α-colest-7-en-3β-ol,NAD(P)H:oxígeno 5-oxidorreductasa. Otros nombres de uso común pueden ser Δ7-esterol Δ5-deshidrogenasa, Δ7-esterol 5-desaturasa, Δ7-esterol-C5(6)-desaturasa, y 5-DES.

## Papel biológico
Esta enzima cataliza la introducción de un doble enlace en C5 dentro del anillo B de los Δ7-esteroles para conducir a la formación de los correspondientes Δ5,7-esteroles en mamíferos, levaduras y plantas. Forma parte de la vía metabólica para la biosíntesis de esteroles en plantas. Posee dos cofactores FAD y FMN.